# Opstand van Alpujarras (1568–1571)
De Opstand van de Alpujarras (1568-1571), soms de Tweede oorlog van de Alpujarras of de Tweede Morisco opstand genoemd, was de tweede dergelijke opstand tegen de Castiliaanse Kroon in de bergachtige regio Alpujarra. De rebellen waren Moriscos, de nominaal katholieke afstammelingen van de Mudéjares (moslims onder Castiliaanse heerschappij) na de eerste rebellie van de Alpujarras (1499-1501).

## Geschiedenis
Tegen 1250 had de herovering van Spanje door de katholieke machten alleen het emiraat Granada in het zuiden van Spanje achtergelaten. In 1492 viel de stad Granada ook in handen van de katholieke vorsten Ferdinand II van Aragón en Isabella I van Castilië en onder de voorwaarden van capitulatie kwam de hele regio met een meerderheid van moslims onder christelijke heerschappij te staan.
De islamitische inwoners van de stad kwamen echter al snel in opstand tegen het christelijk bestuur in 1499, gevolgd door de bergdorpen: deze opstand werd vrij snel onderdrukt, tegen 1501. De moslims onder christelijke heerschappij (tot dan toe bekend als Mudejares) waren toen verplicht om zich te bekeren tot het christendom en een nominaal katholieke bevolking te worden die bekend staat als "Moriscos".
Ontevredenheid onder de nieuwe "Moriscos" leidde tot een tweede rebellie, geleid door een Morisco bekend als Aben Humeya, van december 1568 en tot maart 1571. Dit gewelddadige conflict vond voornamelijk plaats in de bergachtige regio Alpujarra, op de zuidelijke hellingen van de Sierra Nevada, tussen de stad Granada en de Middellandse Zee en is vaak bekend als de oorlog van de Alpujarras.
Het merendeel van de Morisco-bevolking werd vervolgens uit het koninkrijk Granada verdreven en verspreid door het koninkrijk Castille (moderne Castillië, Extremadura en Andalusië). Omdat hierdoor veel kleinere nederzettingen in Granada hun bevolking kwijtraakten, werden katholieke kolonisten uit andere delen van het land binnengebracht om hen opnieuw te bevolken.